# 競選告急牌
競選告急牌是選舉候選人向其支持者，不論鐵票或游離票，所發出的「求救訊號」，是一種選舉策略。

## 定義
在選舉活動中，往往投票日前夕，候選人均不敢對自己的民調表示滿意或過於自信，因為選民對於心目中篤定當選的候選人，極容易出現「穩高票當選，不缺我這票」的心理，進而降低其投票動機，或將其選票轉投理念相近的其他候選人，造成原本穩定領先、聲勢大好的候選人一夕崩盤，甚至使聯盟派系分散票源，進而造成敵對陣營漁翁得利而當選的狀況。
因此民調從穩定領先到大幅落後的候選人，只要越接近選戰後期，多半會以「搶救」、「選情告急」、「就差您一票」、「爭最後一席」、「心頭抓乎定」（台語，意指自己作主，勿聽信穩當選、配票等傳言），或者寫出「分票分過頭，XXX成為落選頭」，甚至直接寫出「會輸」等「示弱」的廣告，並搭配「低頭」等「神情落寞」的照片，來激出支持者，以防投票當日崩盤。

## 實例

### 香港
香港地區著名案例為2007年香港立法會港島選區補選，由親建制派（親北京）陣營推出葉劉淑儀（葉太）對壘泛民主派的陳方安生（陳太）。選舉當日下午，以蘋果日報為主的傳媒開始發布一連串陳太選情告急的報導，包括派送「選舉快訊：左派鐵票排山倒海 陳太勢危」、「民主等你一票 左派鐵票撐葉劉 陳太會輸」、「怎能少了你的一票」等號外，藉此凝聚港島選區泛民主派支持者和尚未投票的選民，最終催出不少選票，泛民主派陳方安生順利當選。
另外，2015年香港區議會選舉中，上屆委任議員、民建聯副主席周浩鼎由委任轉戰直選，參選東涌南選區，代替該區同黨議員周轉香參選，面對傘兵王進洋（東涌人）挑戰。由於高投票率，使以為必拿一席的周進入不利情況，民建聯替他打告急牌，最後以234票之差擊敗對手。
2018年香港立法會補選，建制派的三名候選人在投票日前已經舉行告急大會，指最近有非建制派候選人「破壞法治，破壞社會秩序」，而且選情接近，希望阻止非建制派奪回四席。至投票日當天，投票率意外的低影響非建制派選情。三名候選人－新界東范國威、香港島區諾軒、九龍西姚松炎先後宣布選情告急；同時間四名建制派候選人亦宣布告急。

### 中華民國（臺灣）

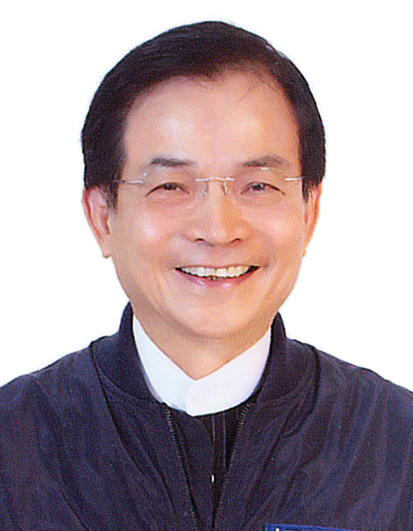
中國國民黨賴士葆

高民調落選著名案例如2001年中華民國立法委員選舉候選人赖士葆落選，便是選民投票效能感降低，進而降低其投票動機的心理現象。

## 相關
- 悲情牌
- 棄保效應
- 西瓜效應
- 鐘擺效應
- 配票
- 李柱銘

1. ↑  羅家晴. . 香港01.   [2018-03-11] （英语）.
2. ↑  . topick.hket.com.   [2018-03-11]. （原始内容存档于2019-11-29）.
3. ↑  吳倬安. . 香港01.   [2018-03-11] （英语）.
4. ↑  . 立場新聞 Stand News.   [2018-03-11]. （原始内容存档于2020-10-19） （英语）.